# Cathédrale de la Nativité-de-Marie de Vence
Pour les articles homonymes, voir Cathédrale de la Nativité-de-Marie.
La cathédrale de la Nativité-de-Marie de Vence est une cathédrale catholique située à Vence (Alpes-Maritimes, France). Construite à partir du XIe siècle, elle était le siège de l'ancien diocèse de Vence jusqu'à la Révolution.

## Description
Construite sur l'emplacement d'un temple de Mars puis d'une église mérovingienne, elle surprend par son caractère hétéroclite : roman, gothique, baroque. L'intérieur est composé de cinq nefs. On peut y voir la tombe de saint Lambert avec son épitaphe, un sarcophage du Ve siècle dit « tombeau de saint Véran » ; dans le bas-côté, retable des saints anges du XVIe siècle. Dans plusieurs piliers sont encastrées des pierres carolingiennes à très beau décor d'entrelacs. Dans le baptistère, une mosaïque de Marc Chagall représente Moïse sauvé des eaux. 
La tribune avec son lutrin et les stalles qui viennent du chœur ; montants, accoudoirs et surtout miséricordes ont été traités avec une verve qui frôle parfois la grivoiserie par le sculpteur grassois, Jacques Bellot, au XVe siècle. Dans la cage d'escalier menant à l'étage supérieur veille la statue de la Madone taillée dans du bois d'eucalyptus par le sculpteur vençois Jean Vincent de Crozals en 1953,.